# Zdeněk Mysliveček
Zdeněk Mysliveček (13. září 1881 Pelhřimov  – 11. března 1974 Praha) byl český neurolog a psychiatr, profesor Karlovy univerzity.

## Život a působení
Narodil se v Pelhřimově jako druhé dítě tehdejšího c. k. komisaře Aloise Myslivečka (* 1842) a jeho ženy Marie rozené Hartmanové (* 1856). Roku 1889 se rodina přestěhovala na Smíchov a od roku 1894 bydleli na Vinohradech. Starší sestra Valérie Hachla-Myslivečková (1878–1968) byla česká designérka, šperkařka, malířka a grafička.
Vystudoval medicínu na lékařské fakultě české univerzity, kde roku 1905 promoval. Působil jako neurolog a psychiatr také v cizině a v letech 1919–1930 byl profesorem neurologie a psychiatrie na nově založené Univerzitě Komenského v Bratislavě. Od roku 1930 byl přednostou Psychiatrické kliniky a (kromě válečných let) profesorem psychiatrie na lékařské fakultě Univerzity Karlovy v Praze (později 1. lékařská fakulta). V roce 1957 odešel do důchodu.
Mysliveček byl zastáncem čistě fyziologicky a neurologicky pojaté psychiatrie a spíše odpůrcem psychologických a psychoanalytických směrů. Byl autorem řady celostátních vysokoškolských učebnic, publikoval v oblasti neurohistologie a neuropatologie, zabýval se také léčením alkoholismu a soudní psychiatrií.
Patřil mezi zakladatele české psychiatrie a jeho klinice v Kateřinské ulici říkají starší Pražané dosud "u Myslivečků".